# Taschenbuch

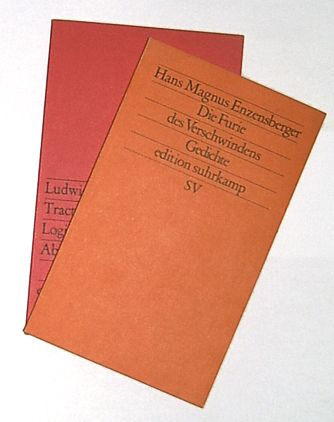
Zwei moderne Taschenbücher

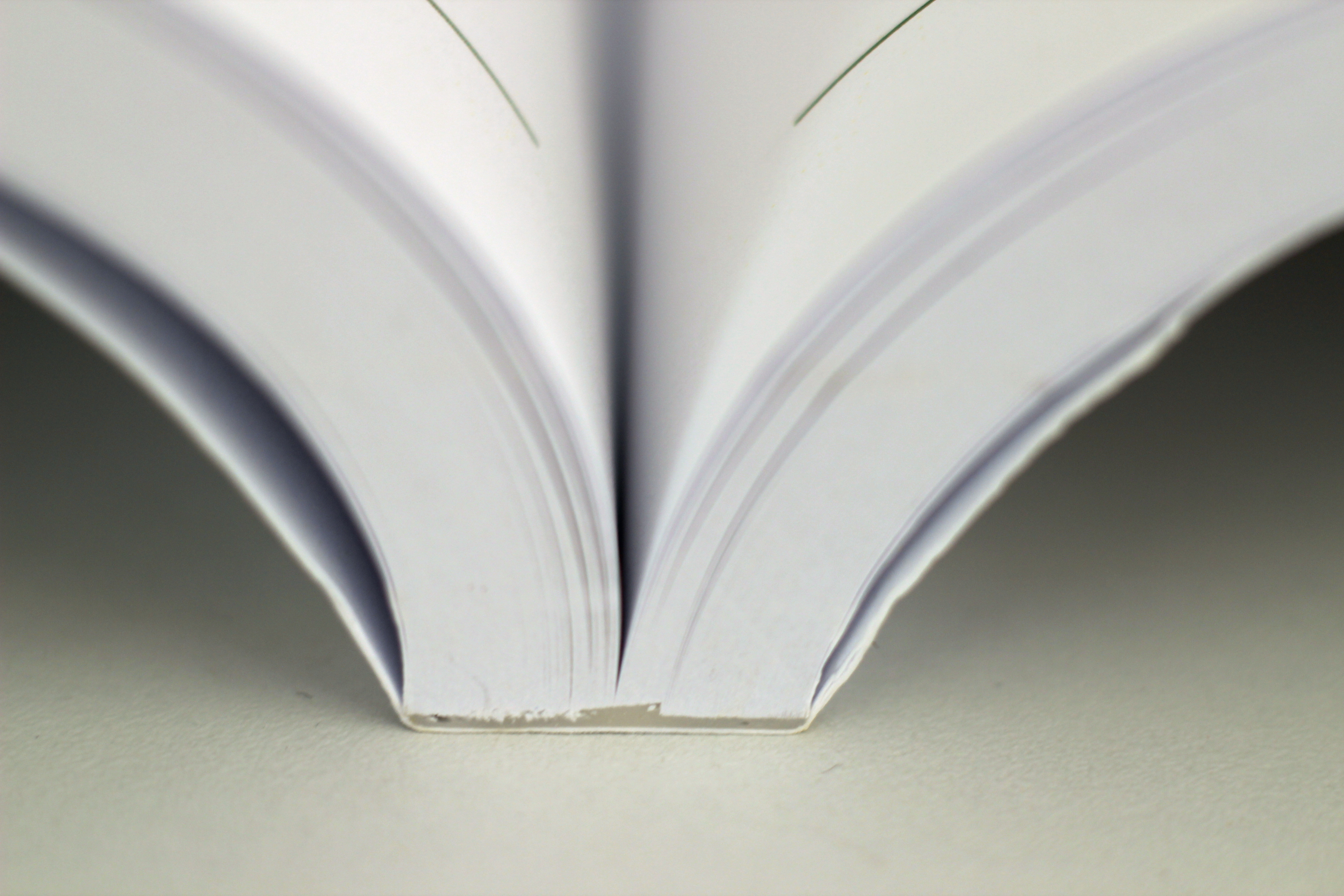
Klebebindung

Taschenbuch bezeichnet im modernen Sprachgebrauch ein kleinformatiges, handliches Buch mit flexiblem Einband ohne Schutzumschlag in Klebebindung (Broschur), das zu einem relativ niedrigen Preis in oft hohen Auflagen erscheint.
In historischem Sprachgebrauch können beliebige Handschriften oder Druckwerke in handlichem Format als Taschenbücher bezeichnet werden.

## Merkmale
Merkmale neben Einband und Bindung sind die kleine Schrift mit dem engen Satzspiegel und das oft holzhaltige, grobe Papier, die zusammen mit der hohen Druckauflage einen günstigen Verkaufspreis ermöglichen. Bevorzugtes Druckverfahren ist der Offsetdruck. Taschenbücher erscheinen zudem häufig in thematisch offenen Schriftenreihen. In den letzten Jahren wurden – im Zuge des Wettbewerbs unter den Verlagen im deutschsprachigen Raum – Schrift und Satzspiegel verbessert und auch die Papierqualität erhöht. Immer mehr Originalausgaben erscheinen sofort als Taschenbuch.

## Paperback
Ein Paperback (Anglizismus) ist im deutschen, jedoch nicht im englischen Sprachgebrauch, ein großformatiges Taschenbuch oder ein Taschenbuch mit einem Umschlag, dessen Papierstärke zwischen der von Hardcover und Taschenbuch liegt.

## Geschichte
Papiergebundene Bücher (zunächst häufig Groschenromane oder alltagstaugliche Klassikerausgaben) wurden schon im 19. Jahrhundert in Deutschland und andernorts verlegt. Als Urheber des Taschenbuchs in seiner modernen Machart gilt der Hamburger Albatross Verlag, der erstmals neue Literatur in ansprechender Aufmachung für den Massenmarkt produzierte. Während bis ins zweite Drittel des 20. Jahrhunderts hauptsächlich Zweit- oder Endverwertung von bereits zuvor anderweitig erschienenen Buchtiteln vorherrschte, hat die Zahl von Erstveröffentlichungen im Taschenbuch seither stark zugenommen.
Schon im Altertum gab es kleinformatige Bücher. Aus der Zeit der Christenverfolgung sind kleinformatige Papyrus-Schriften überliefert, die aufgrund ihrer Größe leicht transportiert und verborgen werden konnten. Als kleinstes gilt der so genannte Kölner Mani-Kodex aus dem 5. Jahrhundert. Es ist nur 3,5 × 4,5 cm groß. Im Mittelalter kannte man kleinformatige Beutelbücher, die z. B. den Katechismus oder Geschäfts- und Rechtsvorschriften enthielten.

### Almanache des 18. und 19. Jahrhunderts

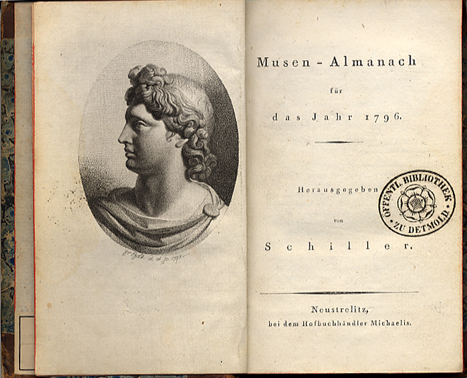
Titelblatt des von Friedrich Schiller herausgegebenen Musen-Almanachs für das Jahr 1796

An das aufkommende Bildungsbürgertum und speziell an Frauen richteten sich die Almanache des 18. Jahrhunderts, darunter die so genannten Musenalmanache. Generell bezeichnete der Begriff Taschenbuch in dieser Zeit eine besondere Form des Almanachs, in dem unterschiedliche Textgattungen (sowohl Novellen, Lyrik und dergleichen als auch nicht-fiktionale Texte) versammelt waren. Es war meist auf eine breite Leserschaft, teilweise aber auch auf bestimmte Zielgruppen ausgerichtet. So entstanden beispielsweise „Taschenbücher für Frauenzimmer“. Namhafte Taschenbuchautoren waren Goethe, Schiller und Wieland.
In erster Linie bezeichnete man auch im 19. Jahrhundert noch jährlich erscheinende Bücher in kleinem Format (also Almanache) als Taschenbücher; sie enthielten früher einen Kalender, genealogische Nachrichten und allerlei vielen nützliche Mitteilungen, nahmen nach und nach aber immer mehr belletristischen Inhalt (vor allem erzählende Literatur) auf. Sie enthielten als charakteristisches Merkmal fast immer eine Zugabe an Kupferstichen (zuerst von Daniel Chodowiecki aufgebracht). Erwähnt seien namentlich das Viewegsche „Taschenbuch“ (Berlin 1798–1803), in dem 1798 Goethes Hermann und Dorothea erschien; das „Taschenbuch der Liebe und Freundschaft“ von Wilmans (Frankfurt 1801–1841); die „Urania“ (Leipzig 1810–1838, neue Folge 1839–1848) und das „Frauentaschenbuch“ (Nürnberg 1815–1831).
Später begann man auch, für die einzelnen Wissenschaften jährliche Taschenbücher herauszugeben; hierher gehören Friedrich von Raumers „Historisches Taschenbuch“ (1830 gegründet, seit 1881 herausgegeben von Wilhelm Maurenbrecher) und Prutz’ „Litterarhistorisches Taschenbuch“ (1843–1848). Auch gab es Taschenbücher für Botaniker, Jäger, für das Bühnenwesen etc. Diese Literaturgattung bezeichnet man heute als Jahrbücher.

### Die Entstehung des modernen Taschenbuchs

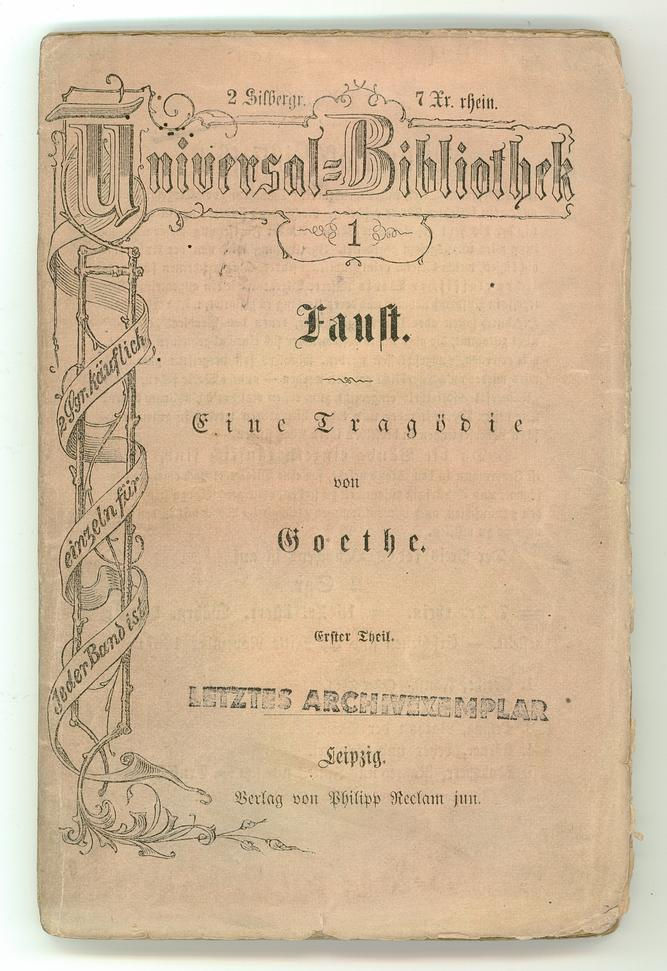
Erstausgabe des Faust als Nr. 1 von „Reclams Universal-Bibliothek“ (1867)

Mitte des 19. Jahrhunderts kamen Buchreihen auf den Markt, die durch modernere Produktionsverfahren billig angeboten werden konnten. Sie wurden meist als ganze Reihen vertrieben. Seit 1841 gab der Leipziger Verleger Christian Bernhard Tauchnitz (in seinem Bernhard Tauchnitz Verlag) verschiedene Taschenbuchreihen für ein englischsprachiges Publikum heraus: zunächst die „Collection of British and American Authors“ sowie ab 1868 auch eine „Collection of German Authors“, der 1886 die „Students’ Tauchnitz Editions“ folgten. In England ahmte der neugegründete Routledge-Verlag das Modell des Tauchnitz-Verlags seit 1848 mit seiner „Railway Library“ nach. Auch die Reihe „Reclams Universal-Bibliothek“ (seit 1867) stammt aus dieser Frühzeit des modernen Taschenbuchs.
Ende des 19. Jahrhunderts erschienen in Deutschland, von französischen Verlagen inspiriert, Buchreihen mit aufwendigeren Umschlagillustration, die zwar fadengeheftet waren, aber nicht über einen festen Umschlag verfügten, so beispielsweise die kurzlebige Collection Fischer des S. Fischer Verlags. Zu Beginn des 20. Jahrhunderts brachte der Ullstein Verlag preisgünstige Taschenbücher nach britischem Vorbild heraus („Rote Ullstein-Bücher“ zum Preis von je einer Mark).
1930 wechselte Christian Wegner, der im Insel Verlag im Wesentlichen für die „Insel-Bücherei“ zuständig gewesen war, für kurze Zeit als Geschäftsführer zum Bernhard Tauchnitz Verlag, um nach einer überraschend schnellen Trennung von diesem Verlag zusammen mit John Holroyd-Reece die Firma „The Albatross Verlag Hamburg GmbH“ zu gründen und im November in das Handelsregister Leipzig eintragen zu lassen. Vornehmlich Wegner leitete ab 1932 als Direktor den Albatross Verlag von Paris aus; die Auslieferung besorgte in Hamburg Kurt Enoch. Bei Oscar Brandstetter in Leipzig wurden diese für eine weltweite Auslieferung ersten modernen Taschenbücher für den allgemeinen Massenmarkt in Originalsprache gedruckt. Das Konzept sah ein preisgünstiges Buch vor, dessen inhaltliche Qualität nicht leiden sollte und das mit farbigen bedruckten Umschlägen aus Papier oder dünnem Karton, also als Broschur, für die jeweiligen Reihen sofort erkennbar war.
Für die „Albatross Modern Continental Library“ konnten prominente Autoren wie Aldous Huxley, James Joyce, David Herbert Lawrence, Sinclair Lewis, Thornton Wilder und Virginia Woolf gewonnen werden, denen in der massentauglichen Edition hohe Auflagen und Gewinne winkten. 1935 schuf Allen Lane die Reihe der britischen Penguin Books, die die Idee des modernen Taschenbuches von Albatross schlicht übernahm – das Taschenbuch war endgültig geboren und für weitere Verleger attraktiv. In den USA gab der Verlag Simon & Schuster 1939 die ersten Taschenbücher unter dem Reihentitel „Pocket Books“ heraus. Auch die ersten deutschsprachigen Taschenbücher des neueren Typs erschienen Ende der 1930er Jahre in den Verlagen Goldmann und Scherz. Während des Zweiten Weltkriegs versuchte Gottfried Bermann Fischer in den USA, mit der Reihe „Neue Welt“ Einfluss auf die Bildung von deutschen Kriegsgefangenen zu nehmen.
Nach dem Zweiten Weltkrieg erhielt der Rowohlt Verlag zwar eine Lizenz der Besatzungsmächte zum Drucken von Büchern, doch war gutes Papier knapp. Eine erste Lösung fand der Verlag, indem er von 1946 bis 1949 im Rotationsverfahren auf billigem Zeitungspapier und im recht unhandlichen Zeitungsformat in großen Auflagen druckte; damit waren „Rowohlts Rotations-Romane“ (RO-RO-RO) geboren. Die ersten vier Titel wurden in jeweils 100.000 Exemplaren gedruckt und zum Preis von 50 Pfennig verkauft; sie waren sofort ein großer Erfolg. Diese ersten Titel, die auch die Bemühung widerspiegeln, den Deutschen nach der Zeit des Nationalsozialismus ein „anderes“ Kulturgut nahezubringen, waren In einem andern Land von Ernest Hemingway, Schloss Gripsholm von Kurt Tucholsky, Taifun von Joseph Conrad und Der große Kamerad (Der große Meaulnes) von Alain-Fournier.
Ab 1950 produzierte Rowohlt, inspiriert von der Produktionsweise in den USA, die ersten eigentlichen Taschenbücher in der Bundesrepublik (rororo), die nun auch die dort etablierten kleinen Abmessungen (11 bis 18 cm) hatten. Als Band 1 erschien Kleiner Mann – was nun? von Hans Fallada. Eine Besonderheit der ersten rororo-Taschenbücher war die Anzeigenwerbung in der Mitte der Bücher, die den Verkaufspreis senken sollte. Zudem wurde die Produktion durch ein nach Emil Lumbeck benanntes Klebebindeverfahren weiter verbilligt. Beim sogenannten Lumbecken wird der Druckbogen nicht mehr einzeln geheftet und dann mit dem Einband geklebt; vielmehr werden die Bögen ungeheftet zusammengeführt, der Buchblock im Rücken grob angeschliffen und dann im ganzen in den Einband eingeklebt. Noch bis 1961, als Band 451 erreicht war, waren die Taschenbücher des Rowohlt-Verlags rückseitig mit einem Band aus Leinen beklebt. Das Sammeln der sogenannten Leinenrücken wurde später ein eigenes Sammelgebiet. Maßgeblich zum Erfolg der Serie beigetragen haben die Buchumschläge des Künstlerehepaares Karl Gröning jr. und Gisela Pferdmenges, die bis etwa 1959 rund 350 rororo-Bändchen schmückten. Edgar Friederichsen, der Herstellungsleiter, hatte die beiden mit Rowohlt zusammengebracht.
Im Anschluss an diesen Erfolg des Rowohlt-Verlags begannen auch andere Verlagshäuser damit, eigene Taschenbuchreihen herauszubringen. Bekannte Taschenbuchreihen erscheinen heute im Heyne Verlag, bei Bastei-Lübbe, S. Fischer, Goldmann, Suhrkamp und im Deutschen Taschenbuch Verlag (dtv).
Insgesamt 29 Verlage veröffentlichten zwischen 1946 und 1990 in der DDR Taschenbuchreihen mit über 6.000 Titeln in überwiegend hoher Auflage. Allein in der Reihe „bb“ des Aufbau-Verlages erschienen von 1958 bis 1991 39,5 Millionen Exemplare, was einer durchschnittlichen Auflage von 63.500 Exemplaren pro Titel entspricht. Neben Belletristik und Kinderbüchern gab es auch wissenschaftliche und populärwissenschaftliche Literatur als Taschenbuch.
Außerhalb Deutschlands sind Penguin Books in Großbritannien oder die Collection folio von Gallimard in Frankreich bekannte Beispiele für Taschenbuchreihen.